# Takashi Takabayashi
Takashi Takabayashi (2. august 1931 - 27. december 2009) var en japansk fodboldspiller.

## Japans fodboldlandshold
| Japans landshold | Japans landshold | Japans landshold |
| År               | Kmp              | Mål              |
| ---------------- | ---------------- | ---------------- |
| 1954             | 3                | 2                |
| 1955             | 5                | 0                |
| 1956             | 0                | 0                |
| 1957             | 0                | 0                |
| 1958             | 1                | 0                |
| Total            | 9                | 2                |